# Slaget vid Kattarp
Slaget vid Kattarp var ett slag mellan Danmark och Sverige under Karl X Gustavs första danska krig. Det stod vid Kattarp den 3 oktober 1657.
Svenskarna besegrades här av danskarna under befäl av kung Fredrik III.  Vid denna tid var Halland en nybliven del av Sverige och byn Kattarp ligger vid Lagaån i Hallands län mellan Laholm och Knäred i Laholms kommun.

## Inledning till slaget
Efter den danska krigsförklaringen 5 juni 1657 bröt en svensk styrka in i Skåne under befäl av riksdrotsen Per Brahe den yngre, och slogs mot en dansk styrka i slaget vid Ängelholm den 5 augusti.
Efter det drog sig svenskarna tillbaka och danskarna började belägra Laholm. Efter att ha fått betydande förstärkningar anföll svenskarna danska ställningar vid Genevadsbro norr om Laholm 31 augusti och danskarna drog sig därefter söderut mot Hallandsåsen.Det svenska befälet övertogs av Gustav Otto Stenbock som försökte göra en kringgående manöver österut via Markaryd och sedan sydväst till Örkelljunga i Skåne, dit man kom 9 september. 
Danskarna flyttade sig då söderut till Bolestad vid Rönne å, och svenskarna, som hade problem med sjukdomar och proviant, drog sig tillbaka norrut till Fagerhult (idag Skånes-Fagerhult) där man stannade några veckor för proviantering m.m. Då kung Fredrik III i slutet av september fått reda på att svenskarna lämnat Fagerhult anade han att avsikten var att hindra dansk framryckning genom Halland, och för att förekomma svenskarna så marscherade danskarna snabbt norrut för att försöka komma norr om Lagan. Man passerade Hallandsåsen, och var helt över på norra sidan om Lagan på morgonen den 2 oktober. Samtidigt stod Stenbock vid Knäred och var helt okunnig om danskarnas position. Han anade att de dragit sig norrut genom Halland och beordrade avmarsch på de mycket smala hålvägarna genom skogen, och på morgonen den 3 oktober travade den svenska förtruppen i kolonn ut ur skogsbrynet vid Kattarp. De fick då se hela danska hären stående i slagordning framför sig.

## Slagets förlopp
Svenskarna fann sig inklämda i en dalgång, med höjderna vid Norra Kattarp på ena sidan, och några sjöar i anslutning till Lagan på den andra. Man kunde därför inte bilda linje, vilket danska kavalleriet omedelbart utnyttjade genom att anfalla i sporrsträck. Flera svenska kavalleriregementen på högra flygeln slogs tillbaka av den danska attacken och flydde. Danskarna fortsatte genom att anfalla det svenska artilleriet och tog några kanoner, medan det svenska infanteriet var för långt efter för att hjälpa artilleriet.
Stenbock beordrade major Preuss att med fyra trepundiga kanoner och 200 man ur Östgöta infanteriregemente ta sig upp på en höjd vid sidan av vägen. Efter att snabbt ha tagit sig upp på höjden öppnade svenskarna eld mot danskarna som inte kunde fortsätta anfallet. Kung Fredrik III ledde personligen tre bataljoner danskar i anfall mot svenskarna uppe på höjden. Dessa senare hade nu fått förstärkning med en bataljon ur Södermanlands regemente. Dessutom hade överstelöjtnant Påfvenfelt vid samma regemente tagit sig upp på en annan höjd med trupp och kanoner och började ge eld.
Fredrik III gav order om reträtt p.g.a. den starka svenska eldgivningen, och striden urartade till en blodig kamp man mot man, då danskarna heller inte kunde bilda slaglinje i den trånga dalgången. Då svenskarna mer och mer lyckades komma fram på skogsvägen i större antal, så pressades danskarna tillbaka, och då Fredrik III insåg att han inte kunde vinna striden så drog han sig tillbaka in i danska härens huvudstyrka som inte haft möjlighet att ingripa. Striden var slut.

## Konsekvenser av slaget
Danskarna hade mist knappt 100 man i sårade döda och fångna. De hade inte lyckats slå svenskarna, vilket var huvudsyftet, men de kunde röra sig fritt upp genom Halland. Efter att ha slagit läger vid Halmstad fortsatte de inte norrut för att förena sig med Iver Krabbe som ursprungsplanen varit. Den 21 oktober vände de därefter tillbaka till vinterkvarter vid Herrevadskloster i Skåne. De svenska förlusterna var 68 döda, 63 sårade och 43 tillfångatagna. Stenbock var mycket irriterad över att de flesta sårade fått sin skada i ryggen. Eftersom styrkan var utsvulten, missmodig och frusen, så var anfall ute på öppna fältet uteslutet. Stenbock lät därför trupperna retirera till Traryd i Småland för vila. Han marscherade därefter till Varbergsområdet för vinterkvarter i november, vilket hindrade nya danska försök att få kontakt mellan arméerna i Skåne och Bohuslän.